# Xylocopa cyanea
Xylocopa cyanea är en biart som beskrevs av Smith 1874. Xylocopa cyanea ingår i släktet snickarbin, och familjen långtungebin. Inga underarter finns listade i Catalogue of Life.